# Berberis nemorosa
Berberis nemorosa är en berberisväxtart som beskrevs av Camillo Karl Schneider. Berberis nemorosa ingår i släktet berberisar, och familjen berberisväxter. Inga underarter finns listade i Catalogue of Life.